# Dave Greszczyszyn
David Greszczyszyn, noto Dave (Brampton, 18 settembre 1979) è uno skeletonista canadese.

## Biografia
Noto con lo pseudonimo Grizz a causa della non agevole pronuncia del suo cognome (cui lui stesso attribuisce una probabile origine polacca o ucraina), prima di dedicarsi allo skeleton, Greszczyszyn praticava il rugby. Iniziò a gareggiare per la squadra canadese nel 2008 competendo inizialmente nella Coppa Nordamericana e dal 2011 anche in Coppa Europa, piazzandosi al secondo posto della graduatoria finale nel 2011/12; fu invece terzo in Coppa Intercontinentale al termine delle stagioni 2012/13 e 2019/20. 

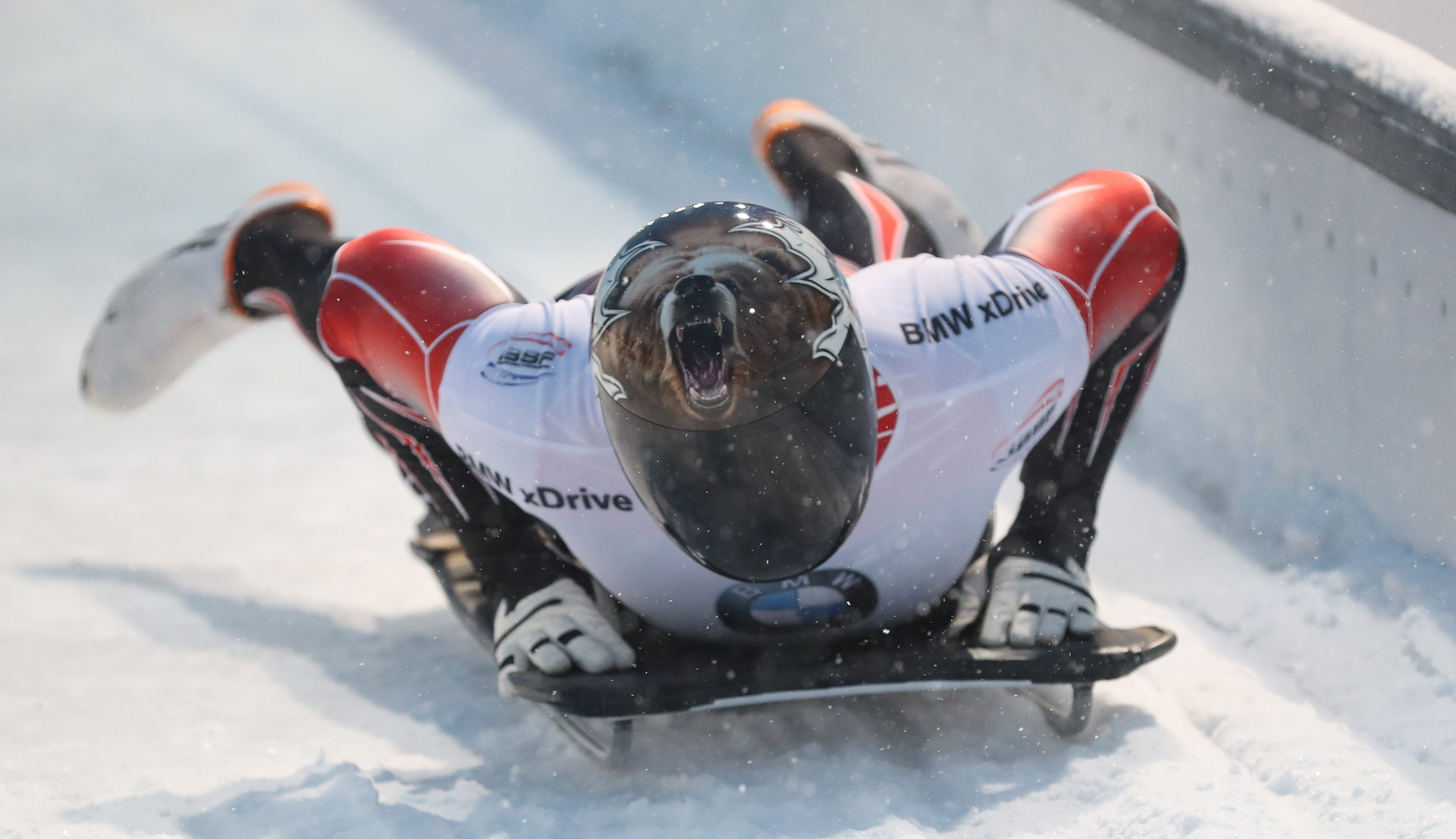
David Greszczyszyn in gara ad Altenberg nel 2019

Debuttò in Coppa del Mondo all'inizio della stagione 2013/14 il 12 dicembre 2013 a Calgary, dove si piazzò al sesto posto; centrò il suo primo podio l'8 dicembre 2017 a Winterberg (3º nel singolo). In classifica generale detiene quale miglior piazzamento l'ottavo posto ottenuto nel 2015/16 e nel 2018/19.
Ha partecipato ai giochi olimpici invernali di Pyeongchang 2018, concludendo la gara al ventunesimo posto.
Prese inoltre parte a cinque edizioni dei campionati mondiali conquistando un totale di tre medaglie. Nel dettaglio i suoi risultati nelle prove iridate sono stati, nel singolo: undicesimo a Winterberg 2015, quattordicesimo a Igls 2016, decimo a Schönau am Königssee 2017, undicesimo a Whistler 2019 e ventitreesimo ad Altenberg 2020; nella gara a squadre: medaglia di bronzo a Winterberg 2015, quinto a Igls 2016, ottavo a Schönau am Königssee 2017, medaglia d'argento a Whistler 2019 e medaglia d'argento ad Altenberg 2020.

## Palmarès

### Mondiali
- 3 medaglie:
  - 2 argenti (gara a squadre a Whistler 2019; gara a squadre ad Altenberg 2020);
  - 1 bronzo (gara a squadre a Winterberg 2015).

### Coppa del Mondo
- Miglior piazzamento in classifica generale: 8º nel 2015/16 e nel 2018/19.
- 1 podio (nel singolo):
  - 1 terzo posto.

### Circuiti minori

#### Coppa Intercontinentale
- Miglior piazzamento in classifica generale: 3º nel 2012/13 e nel 2019/20;
- 2 podi (nel singolo):
  - 1 secondo posto;
  - 1 terzo posto.

#### Coppa Europa
- Miglior piazzamento in classifica generale: 2º nel 2011/12;
- 4 podi (nel singolo):
  - 5 vittoria;
  - 1 secondo posto;
  - 1 terzo posto.

#### Coppa Nordamericana
- Miglior piazzamento in classifica generale: 4º nel 2010/11;
- 4 podi (nel singolo):
  - 1 secondo posto;
  - 3 terzi posti.